# Ню Орлиънс Пеликанс
Ню Орлиънс Пеликанс е професионален баскетболен отбор от Ню Орлиънс. Състезава се в НБА в Югозападната дивизия на Западната Конференция.

## История
Отборът е създаден през 1988 година в Шарлът, Северна Каролина под името Шарлът Хорнетс, след 14 години отбора се мести в Ню Орлиънс под името Ню Орлиънс Хорнетс. След 3 години, през 2005 г., поради щетите предизвикани от урагана Катрина, отбора временно се мести в Оклахома Сити, Оклахома. За сезон 2007/08 отбора се връща в Ню Орлиънс. През сезон 2013/14 отборът се преименува на Пеликанс. От сезон 2014/15 „Хорнетс“ се завръщат в „родното“ си място, като отборът Шарлът Бобкатс ще се преименува на Шарлът Хорнетс.

## Успехи
- Шампиони на Югозападната дивизия – 1 път (2008)